# Cugitani Sózó
Cugitani Sózó (1940. június 25. – 1978. június 2.) japán válogatott labdarúgó.
A japán válogatott tagjaként részt vett az 1964. évi nyári olimpiai játékokon.

## Statisztika
| Japán válogatott | Japán válogatott | Japán válogatott |
| Időszak          | Mérk.            | gól              |
| ---------------- | ---------------- | ---------------- |
| 1961             | 2                | 0                |
| 1962             | 2                | 0                |
| 1963             | 5                | 4                |
| 1964             | 1                | 0                |
| 1965             | 2                | 0                |
| Összesen         | 12               | 4                |